# STS-62
STS-62 (ang. Space Transportation System) – szesnasta misja wahadłowca kosmicznego Columbia i sześćdziesiąta pierwsza programu lotów wahadłowców.

## Załoga
źródło
- John Casper (3), dowódca (CDR)
- Andrew Allen (2), pilot (PLT)
- Pierre Thuot (3), specjalista misji 1 (MS1)
- Charles "Sam" Gemar (3), specjalista misji 2 (MS2)
- Marsha Ivins (3), specjalista misji 3 (MS3)

(liczba w nawiasie oznacza liczbę lotów odbytych przez każdego z astronautów)

## Parametry misji
- Masa:
  - startowa orbitera: – kg
  - lądującego orbitera: 102 861 kg
  - ładunku: 8759 kg
- Perygeum: 246 km[1]
- Apogeum: 309 km[1]
- Inklinacja: 39,0°[1]
- Okres orbitalny: 90,4 min[1]

## Cel misji
Eksperymenty z zestawem przyrządów USMP-2 (United States Microgravity Payload) i OAST-2 (Office of Aeronautics and Space Technology).